# Hubbell Trading Post National Historic Site
Le Hubbell Trading Post National Historic Site est un site historique national américain à Ganado, en Arizona. Il a été créé en 1965 pour protéger un poste de traite entre Navajos et colons blancs. Désigné National Historic Landmark le 12 décembre 1960, il est inscrit au Registre national des lieux historiques depuis le 15 octobre 1966. Il comprend la Hubbell Home, ancienne résidence de Don Lorenzo Hubbell.